# Хон Пачеко
Хон Паче́ко Досагарат (ісп. Jon Pacheco Dozagarat; нар. 8 січня 2001, Елісондо) — іспанський футболіст, захисник клубу «Реал Сосьєдад». Олімпійський чемпіон 2024 року.

## Клубна кар'єра
Футболом почав займатися у юнацькій команді «Бастан», а 2013 року приєднався до системи клубу «Реал Сосьєдад» у віці 13 років. 8 грудня 2018 року дебютував за «Реал Сосьєдад С» у матчі Терсери проти «Басконії».
30 серпня 2019 року підписав контракт з «Сосьєдадом» до 2025 року і переведений до резервної команди із Сегунди Дивізіону Б. 29 червня 2020 року дебютував за першу команду «Реал Сосьєдада» в матчі Ла-Ліги проти «Хетафе».
16 вересня 2021 року дебютував в єврокубках в матчі групового етапу Ліги Європи УЄФА проти нідерландського ПСВ, замінивши Айена Муньйоса.
29 липня 2022 року переведений до основного складу «Реал Сосьєдада».
20 вересня 2023 року дебютував у Лізі чемпіонів УЄФА, вийшовши на заміну Браїсу Мендесу в матчі групового етапу проти італійського «Інтернаціонале». 31 березня 2024 року забив свій перший гол за «Реал Сосьєдад» у поєдинку Ла-Ліги проти «Алавеса». 24 жовтня 2024 року в матчі загального етапу Ліги Європи проти ізраїльського клубу «Маккабі» (Тель-Авів) вперше відзначився голом у єврокубках.

## Кар'єра в збірній
Виступав за збірні Іспанії до 17, до 18, до 19, до 20  і до 21 року. В квітні 2018 року потрапив до заявки збірної до 17 років на юнацький чемпіонат Європи в Англії. Зіграв лише 1 матч групового етапу проти збірної Сербії, а іспанці пробилися в чвертьфінал, де поступились бельгійцям. 
Влітку 2023 року у складі збірної до 21 року брав участь у фінальній частині молодіжного чемпіонату Європи в Румунії та Грузії. Зіграв на турнірі 5 матчів, а іспанці дійшли до фіналу, де поступились англійцям.
23 березня 2024 року дебютував за збірну Країни Басків, вийшовши в стартовому складі в товариському матчі проти збірної Уругваю. 
26 червня 2024 року потрапив до заявки олімпійської збірної Іспанії для участі в матчах футбольного турніру на літніх Олімпійських іграх 2024 в Парижі. На олімпійському турнірі зіграв у матчах групового етапу проти збірних Узбекистану, Домініканської Республіки та Єгипту, а також у фінальному матчі проти збірної Франції (5–3), допомігши своїй команді здобути золоті медалі.

## Статистика виступів
Станом на 13 лютого 2025
| Клуб              | Сезон             | Чемпіонат           | Чемпіонат | Чемпіонат | Кубок | Кубок | Єврокубки | Єврокубки | Інші  | Інші | Всього | Всього |
| Клуб              | Сезон             | Дивізіон            | Матчі     | Голи      | Матчі | Голи  | Матчі     | Голи      | Матчі | Голи | Матчі  | Голи   |
| ----------------- | ----------------- | ------------------- | --------- | --------- | ----- | ----- | --------- | --------- | ----- | ---- | ------ | ------ |
| Реал Сосьєдад С   | 2018–19           | Терсера Федерасьйон | 19        | 0         | —     | —     | —         | —         | —     | —    | 19     | 0      |
| Реал Сосьєдад Б   | 2018–19           | Сегунда Дивізіон Б  | 1         | 0         | —     | —     | —         | —         | —     | —    | 1      | 0      |
| Реал Сосьєдад Б   | 2019–20           | Сегунда Дивізіон Б  | 20        | 0         | —     | —     | —         | —         | —     | —    | 20     | 0      |
| Реал Сосьєдад Б   | 2020–21           | Сегунда Дивізіон Б  | 11        | 0         | —     | —     | —         | —         | —     | —    | 11     | 0      |
| Реал Сосьєдад Б   | 2021–22           | Сегунда Дивізіон    | 2         | 0         | —     | —     | —         | —         | —     | —    | 2      | 0      |
| Реал Сосьєдад Б   | Всього            | Всього              | 34        | 0         | —     | —     | —         | —         | —     | —    | 34     | 0      |
| Реал Сосьєдад     | 2019–20           | Ла-Ліга             | 1         | 0         | 0     | 0     | 0         | 0         | —     | —    | 1      | 0      |
| Реал Сосьєдад     | 2020–21           | Ла-Ліга             | 1         | 0         | 0     | 0     | 0         | 0         | —     | —    | 1      | 0      |
| Реал Сосьєдад     | 2021–22           | Ла-Ліга             | 10        | 0         | 3     | 0     | 3         | 0         | —     | —    | 16     | 0      |
| Реал Сосьєдад     | 2022–23           | Ла-Ліга             | 17        | 0         | 3     | 0     | 5         | 0         | —     | —    | 25     | 0      |
| Реал Сосьєдад     | 2023–24           | Ла-Ліга             | 23        | 1         | 3     | 0     | 5         | 0         | —     | —    | 31     | 1      |
| Реал Сосьєдад     | 2024–25           | Ла-Ліга             | 11        | 0         | 3     | 0     | 5         | 1         | —     | —    | 19     | 1      |
| Реал Сосьєдад     | Всього            | Всього              | 64        | 1         | 12    | 0     | 18        | 1         | 0     | 0    | 93     | 2      |
| Всього за кар'єру | Всього за кар'єру | Всього за кар'єру   | 117       | 1         | 12    | 0     | 18        | 1         | 0     | 0    | 146    | 2      |

1. 1 2 3  Матчі в Лізі Європи УЄФА
2. ↑  Матчі в Лізі чемпіонів УЄФА

## Досягнення
Збірна Іспанії (до 21)
- Срібний призер молодіжного чемпіонату Європи (до 21 року): 2023[29]

Збірна Іспанії (олімп.)
- Олімпійський чемпіон: 2024[30]